# 東部作戦地域司令部 (ウクライナ国家親衛隊)
東部作戦地域司令部（とうぶさくせんちいきしれいぶ、ウクライナ語: Східне оперативно-територіальне об'єднання）は、ウクライナ国家親衛隊の司令部。国家親衛隊司令部隷下。

## 概要

### ウクライナ国家親衛隊/ウクライナ国内軍

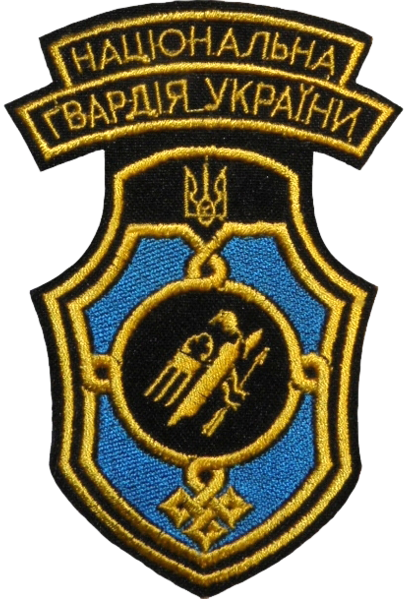
ウクライナ国家親衛隊第4師団章

1992年1月2日、ソ連国内軍第50独立自動車化狙撃連隊の連隊本部を基幹にウクライナ国家親衛隊第4師団としてドネツィク州で創設された。第50連隊は第4師団隷下の第11連隊に改編され、ウクライナでも第50連隊の本部、隷下部隊の主従関係は形を変えて継続された。
1996年8月、第1軍病院をドネツィク州に設立した。
2000年1月、ウクライナ国家親衛隊の廃止でウクライナ国内軍に編入し、東部作戦地域司令部に改編された。
2014年3月、ウクライナ国内軍の廃止で創設されたウクライナ国家親衛隊に編入した。
2014年6月、第3特務旅団が新編された。

## 編制

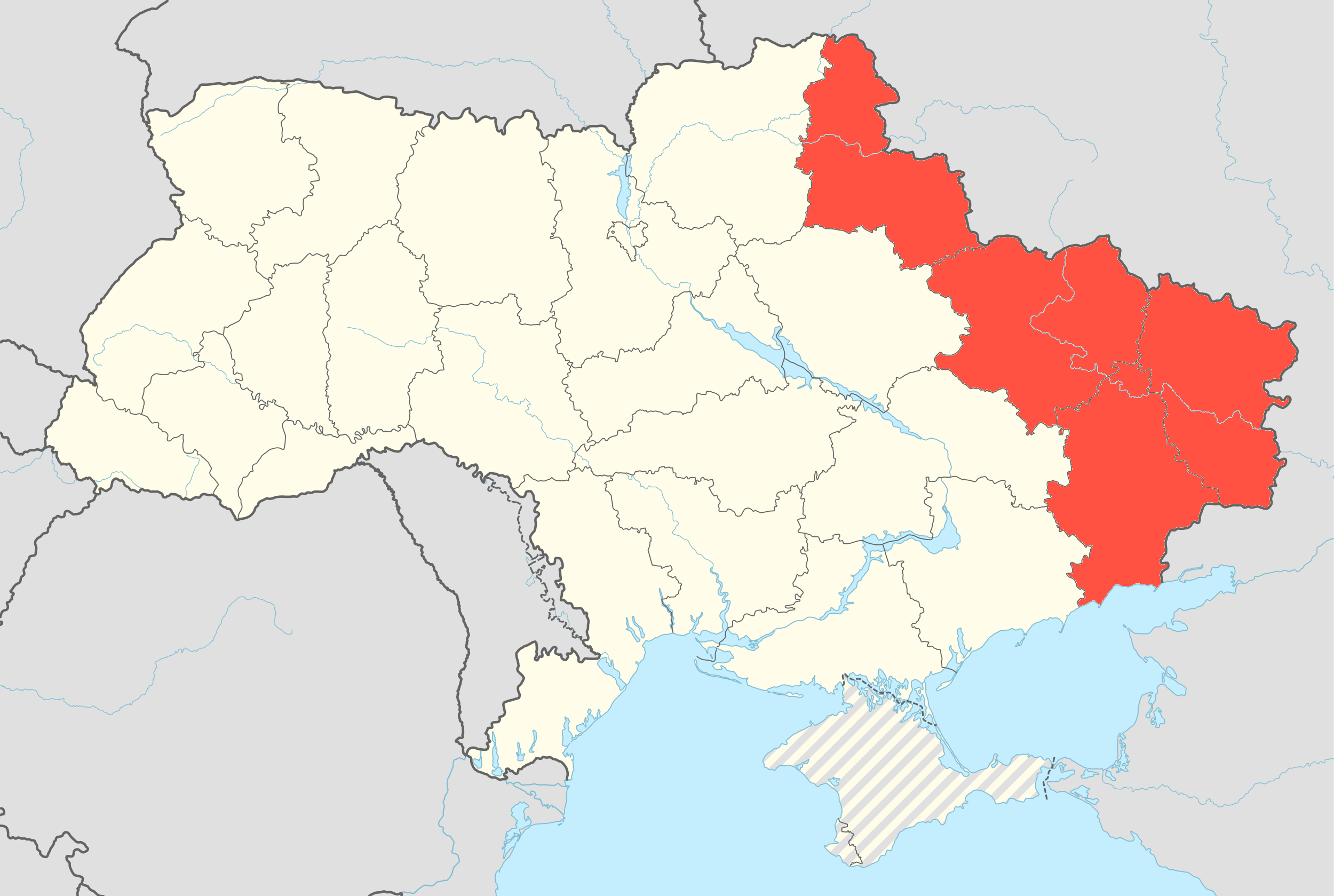
東部作戦地域司令部の担任地域

- 司令部（ハルキウ）
- 第3特務旅団（ハルキウ）
- 第5独立旅団（ハルキウ）
- 第12特務旅団アゾフ（マリウポリ）
- 第13「ハルティヤ」特務旅団（ハルキウ）
- 第18旅団（スラヴャンスク）
- 第35独立連隊（ウクライナ語版）（スームィ）
- 無人機群
- 予備役衛生中隊
- 訓練所

### 廃止された部隊
- 第12特務旅団（マリウポリ）
- アレス特殊部隊分遣隊（ウクライナ語版）（ハルキウ）

## 第4師団編制
- 師団司令部（ドネツィク）
- 第6連隊（クルィヴィーイ・リーフ）
- 第11連隊（ドネツィク）
- 第12連隊（ドネツィク）
- 第13連隊（ルハーンシク）
- 第10独立大隊（マリウポリ）